# Рессон-ле-Лон
Рессо́н-ле-Лон (фр. Ressons-le-Long) — коммуна во Франции, находится в регионе Пикардия. Департамент коммуны — Эна. Входит в состав кантона Вик-сюр-Эн. Округ коммуны — Суассон.
Код INSEE коммуны — 02643.

## Население
Население коммуны на 2010 год составляло 755 человек.
| 1962 | 1968 | 1975 | 1982 | 1990 | 1999 | 2010 |
| ---- | ---- | ---- | ---- | ---- | ---- | ---- |
| 641  | 652  | 692  | 698  | 711  | 740  | 755  |

## Экономика
В 2010 году среди 498 человек трудоспособного возраста (15—64 лет) 376 были экономически активными, 122 — неактивными (показатель активности — 75,5 %, в 1999 году было 69,4 %). Из 376 активных жителей работали 343 человека (191 мужчина и 152 женщины), безработных было 33 (14 мужчин и 19 женщин). Среди 122 неактивных 47 человек были учениками или студентами, 29 — пенсионерами, 46 были неактивными по другим причинам.